# موش اقاقیا
موش اقاقیا (نام علمی: Thallomys paedulcus) نام یک گونه از زیرخانواده نیاموشان است.